# Finn Jones
Terence Terry Jones (Londres, 24 de marzo de 1988) conocido como Finn Jones es un actor británico, más conocido por su papel como Loras Tyrell en la serie de HBO, Juego de tronos y como Puño de Hierro en las series de Netflix, Iron Fist y The Defenders, que se fijan dentro del Universo cinematográfico de Marvel.

## Carrera

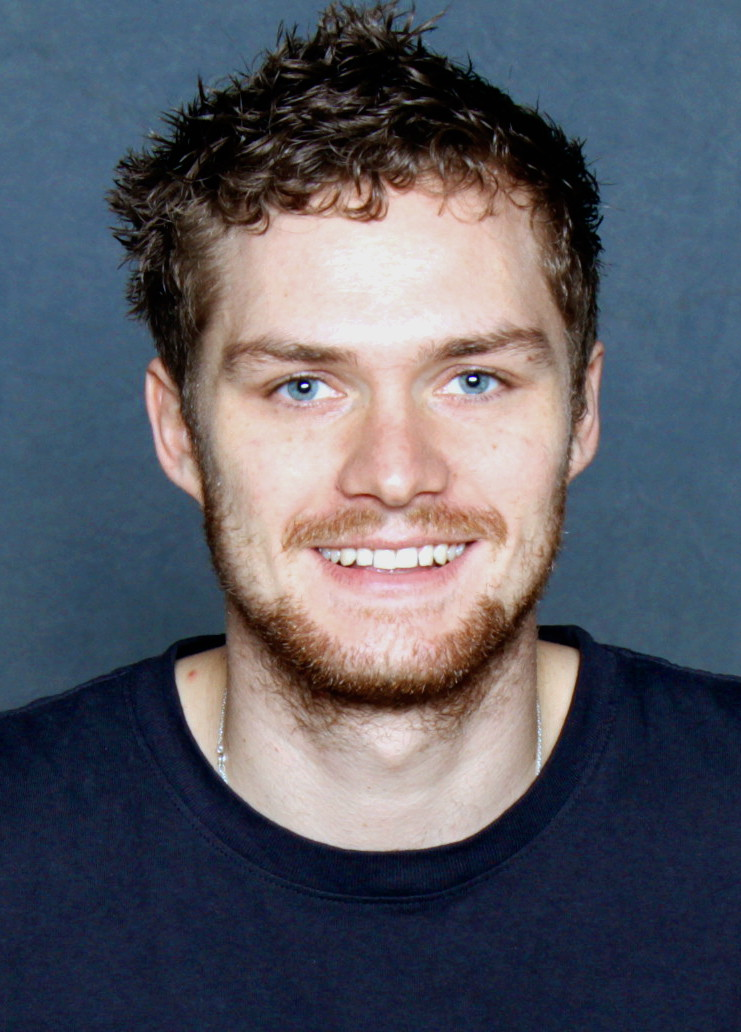
Finn Jones en el MagicCity ComicCon, 16 de enero de 2016.

Jones estudió The Arts Educational Schools en un curso de actuación que duró tres años. Antes de eso fue estudiante en Hayes School, en Bromley.
En octubre de 2009, Finn interpretó a Jamie, un joven que se enamora de Hannah Ashworth en la segunda temporada de Hollyoaks Later. Más tarde, regresaría al pueblo de Hollyoaks para asociarse con la salida de Emma Rigby (Hannah Ashworth) en febrero de 2010.
En enero de 2010 apareció en la undécima temporada de Doctors. El 1 y 8 de abril de 2010, Finn apareció en dos episodios de The Bill interpretando al hijo de la Comandante Lisa Kennedy (interpretada por Julie Graham), Mark Kennedy, quién fue acusado de asesinato. En el mismo mes terminó de grabar para una nueva obra en línea llamada The Curfew encargada por Canal 4 y producido por la compañía ganadora del premio BAFTA, LittleLoud Productions.

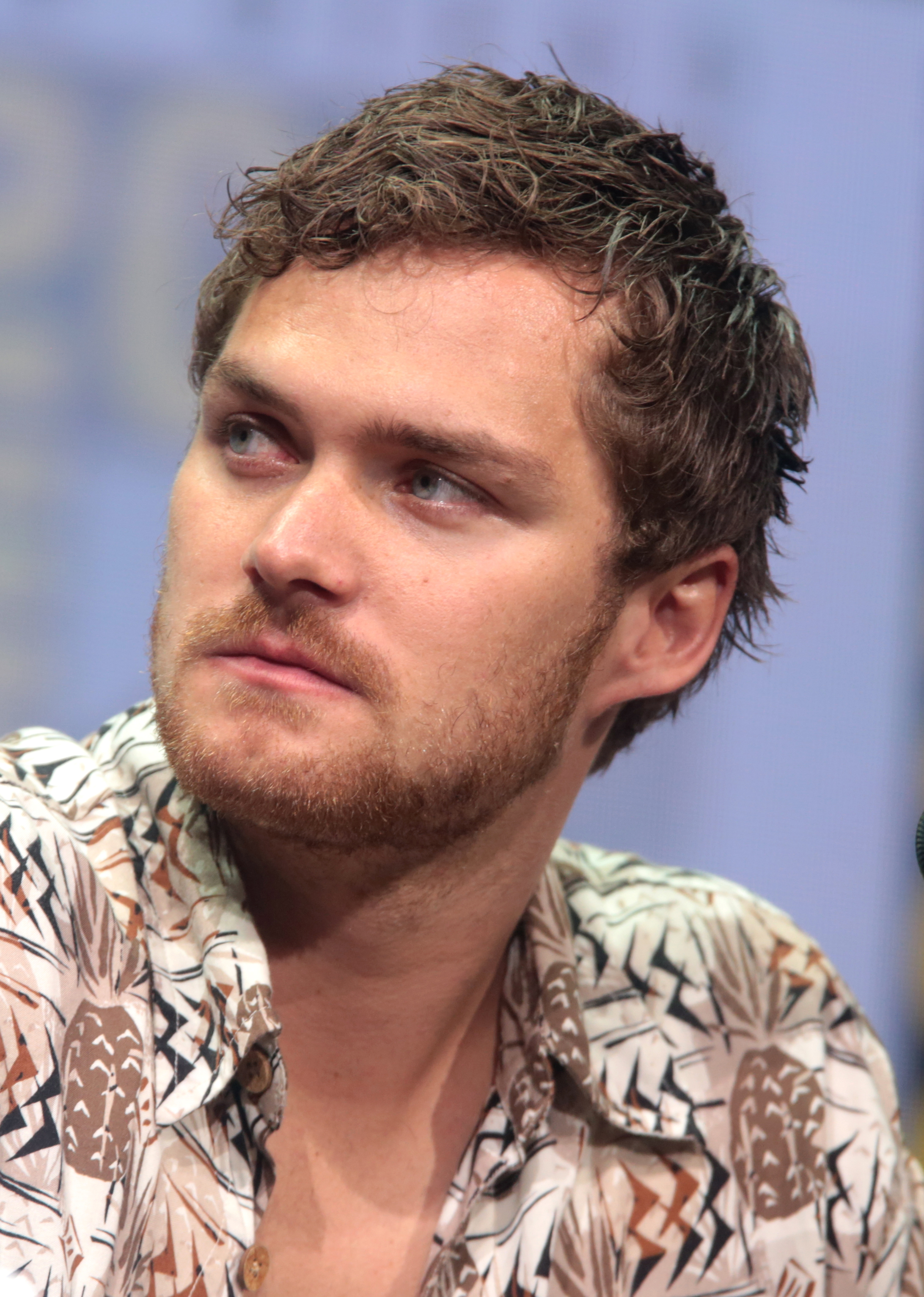
Jones en la Comic-Con de San Diego en 2017.

Jones interpretó a Santiago Jones en el spin-off de Doctor Who, The Sarah Jane Adventures en la historia Death of the Doctor junto a Katy Manning como la antigua compañera de Doctor Who Jo Grant y Matt Smith como el Undécimo Doctor.
El 19 de junio de 2010 fue anunciado que Jones aparecería en Game of Thrones, la adaptación de HBO de las novelas de George R. R. Martin, Canción de hielo y fuego, como Loras Tyrell. Tuvo un papel menor en la película de terror de 2012, Wrong Turn 5: Bloodlines.
En 2014, apareció en dos películas, Sleeping Beauty y The Last Showing. Fue anunciado en febrero de 2016, que Jones interpretaría a Puño de Hierro de la serie de Marvel Television/Netflix, Iron Fist, perteneciente al Universo cinematográfico de Marvel.

## Vida personal
Jones reveló en Twitter que su verdadero nombre es Terence "Terry" Jones. Lo tuvo que cambiar para evitar la confusión con Terry Jones (n. 1942), un miembro de Monty Python.
En diciembre de 2015, Jones asistió a los defensores de Oxfam en la recaudación de dinero para apoyar a los refugiados sirios, cantando villancicos en un centro comercial en Islington. Apareció junto a Jeremy Corbyn, el dirigente del Partido Laborista y más tarde dio su apoyo a Corbyn en Instagram.

## Filmografía

### Películas
| Año  | Título             | Personaje | Estudio    | Estado                     |
| ---- | ------------------ | --------- | ---------- | -------------------------- |
| 2012 | Turn 5: Bloodlines | Teddy     | Fox        | Estrenada el 23 de octubre |
| 2014 | Sleeping Beauty    | Barrow    | The Asylum | Estrenada el 13 de mayo    |
| 2017 | Leatherface        | Sorrell   | Lionsgate  | Estrenada el 20 de octubre |

### Televisión
| Año       | Título                    | Personaje                    | Canal     | Episodios       |
| --------- | ------------------------- | ---------------------------- | --------- | --------------- |
| 2009      | Hollyoaks Later           | Jamie                        | E4        | 2 episodios     |
| 2010      | The Sarah Jane Adventures | Santiago Jones               | BBC       | 2 episodios     |
| 2010      | The Bill                  | Mark Kennedy                 | ITV       | 2 episodios     |
| 2010      | Hollyoaks                 | Jamie                        | Channel 4 | 2 episodios     |
| 2010–2011 | Doctors                   | Tristan Bentley / Tim Hebdon | BBC       | 2 episodios     |
| 2011–2016 | Game of Thrones           | Loras Tyrell                 | HBO       | 21 episodios    |
| 2015      | Life in Squares           | Julian Bell                  | BBC       | 3 episodios     |
| 2017-2018 | Iron Fist                 | Danny Rand / Iron Fist       | Netflix   | Rol Principal   |
| 2017      | The Defenders             | Danny Rand / Iron Fist       | Netflix   | Protagonista    |
| 2018      | Luke Cage                 | Danny Rand / Iron Fist       | Netflix   | 1 episodio      |
| 2021      | Dickinson                 | Samuel Bowles                | Apple TV+ | Papel ocurrente |